# Allassac
Allassac é uma comuna francesa na região administrativa da Nova Aquitânia, no departamento de Corrèze. Estende-se por uma área de 39,01 km². Em 2010 a comuna tinha 4 045 habitantes (densidade: 103,7 hab./km²).